# Puchar Interkontynentalny w Lekkoatletyce 2010 – bieg na 100 m przez płotki kobiet
Bieg na 100 metrów przez płotki kobiet – jedna z konkurencji rozegranych podczas pucharu interkontynentalnego w Splicie. Płotkarki rywalizowały 5 września – drugiego dnia zawodów.

## Rezultaty
| Poz. | Zawodnik         | Reprezentacja  | Czas  |
| ---- | ---------------- | -------------- | ----- |
| 1.   | Sally McLellan   | Azja i Oceania | 12.65 |
| 2.   | LoLo Jones       | Ameryka        | 12.66 |
| 3.   | Perdita Felicien | Ameryka        | 12.68 |
| 4.   | Nevin Yanıt      | Europa         | 12.84 |
| 5.   | Derval O’Rourke  | Europa         | 12.99 |
| 6.   | Seun Adigun      | Afryka         | 13.48 |
| 7.   | Gnima Faye       | Afryka         | 13.58 |
| 8.   | Asuka Terada     | Azja i Oceania | 13.67 |